# Uvön
Uvön, i dagligt tal Uvö, är en 1,92 km2 ö med bofast befolkning i Stockholms skärgård. Uvön ligger sydväst om Nämdö i Värmdö kommun.
På ön fanns tre torp på 1800-talet; Skräckmaren (dagens Sofiehill), Sunnansund och Stensundet. Det sistnämnda låg vid det uppgrundade sundet mellan Uvön och det som förr kallades Isskär. Isskär är idag landfast med Uvön, kallas Skaten och utgör Uvöns nordspets. Båtförbindelse finns till Saltsjöbaden och Stavsnäs via bryggorna Sunnansund och Uvön.
År 2013 hade ön 11 bofasta. 

## Fotnoter

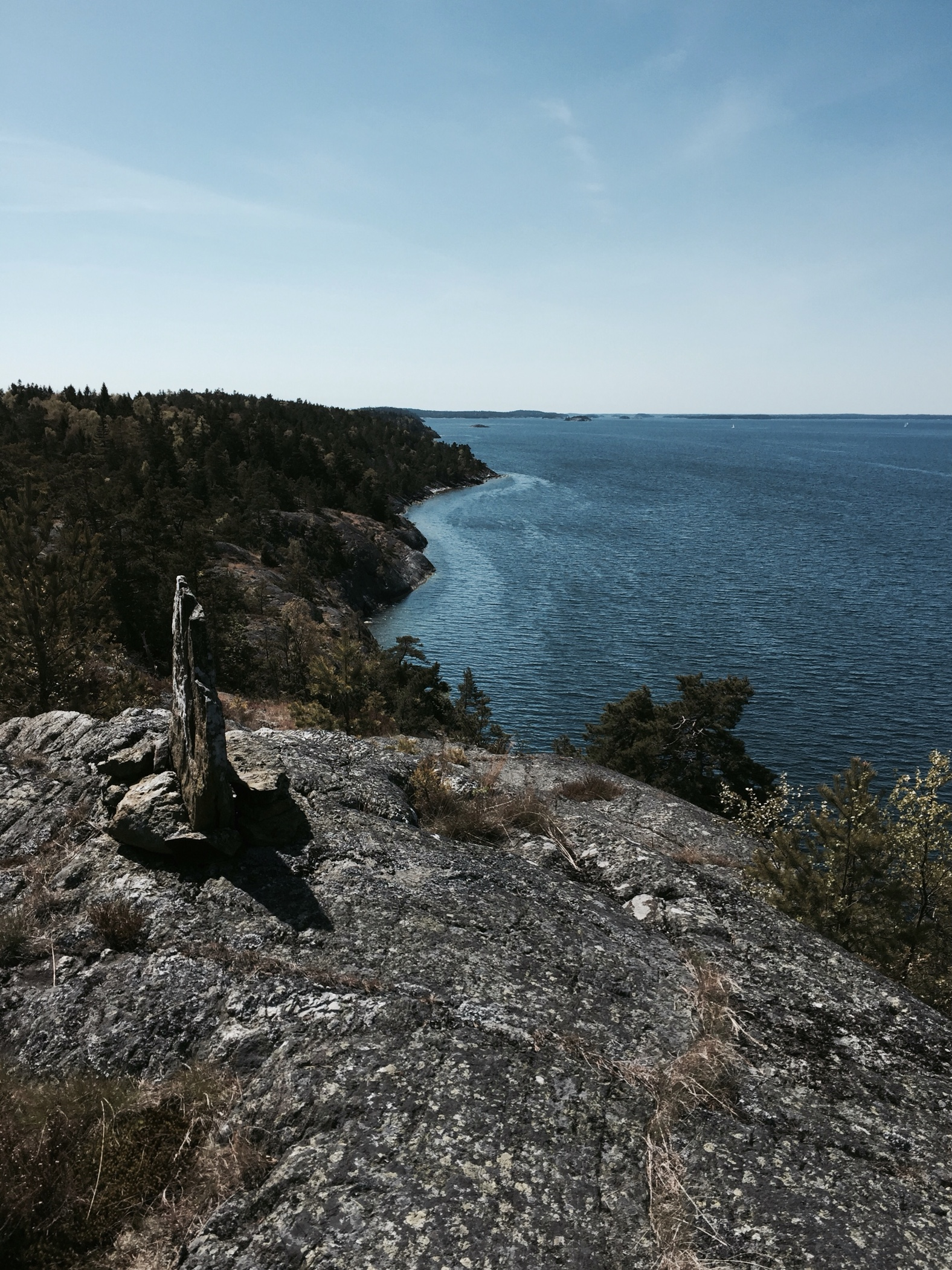
Uvön, vy söderut från Torskbranten mot öns västra kustlinje

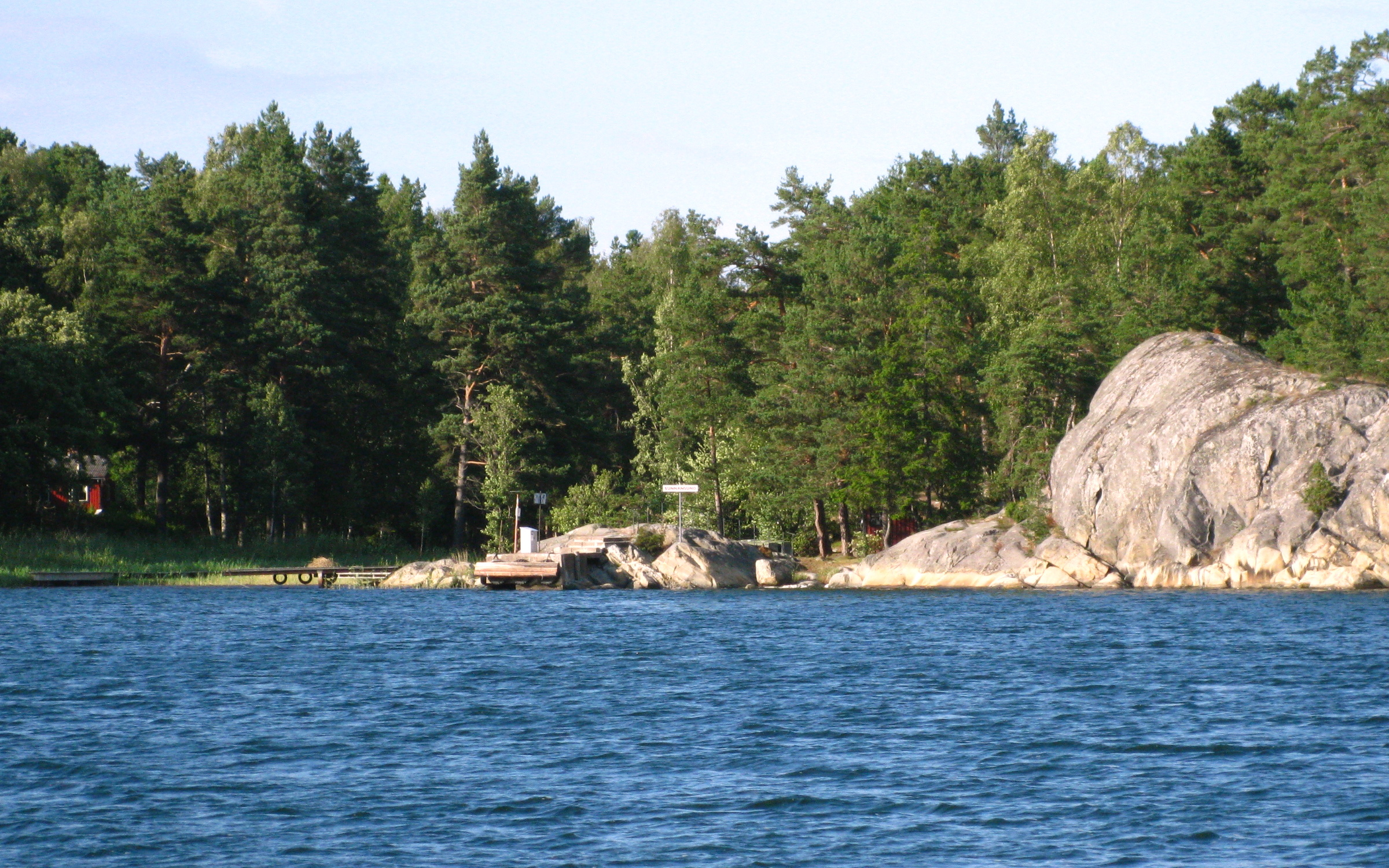
Sunnansund brygga på Uvön.

1. ↑  Källgård, Anders (2005). Sveriges öar. Kristianstad: Carlsson Bokförlag. sid. 305. ISBN 91-7203-465-3
2. ↑  Öar utan fast landförbindelse med minst 10 invånare. Reviderad 2015-09-22